# 日生中央センタービル

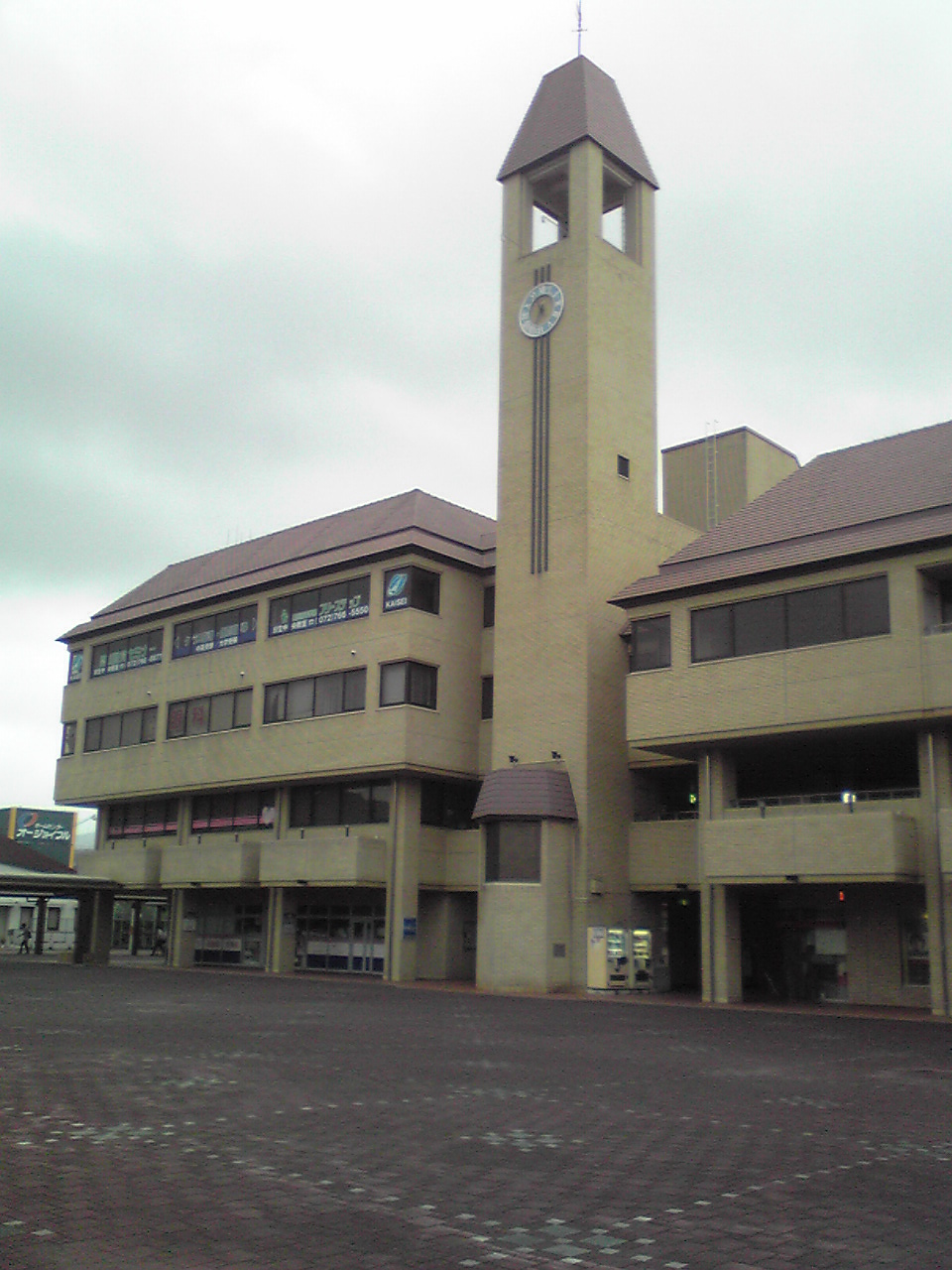
日生中央センタービル

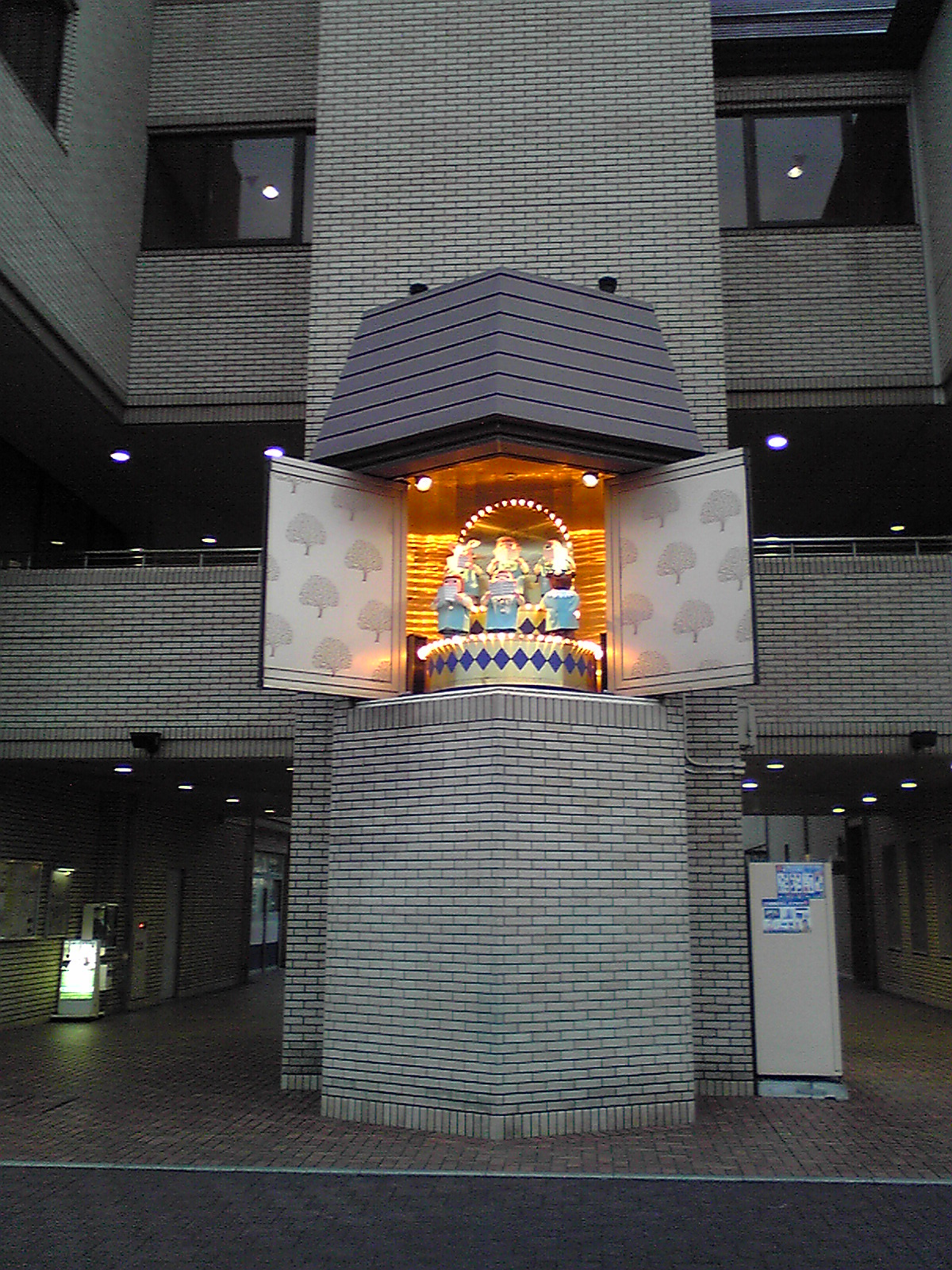
からくり時計

日生中央センタービル（にっせいちゅうおうセンタービル）とは、兵庫県川辺郡猪名川町に所在する、複合商業施設である。

## 概要
1986年（昭和61年）にオープン、大林新星和不動産株式会社が運営管理を行っている。

## カリヨンの塔
ビル中央部にからくり時計が内蔵されており、カリヨンのベルとともにかわいい合唱団が時を告げてくれます。
毎日 10時・12時・15時・18時の4回（カリヨンベルは12時・15時・18時の3回）

## 所在地
兵庫県川辺郡猪名川町松尾台1丁目2番地20

## 最寄駅
能勢電鉄日生線 日生中央駅徒歩1分

## フロア

### 1F
- 三菱UFJ銀行日生中央出張所
- 池田泉州銀行日生中央支店（旧：池田店『●』）
- 本屋　三峰堂

### 2F
- 猪名川町日生住民センター
  - 日生連絡所（住民票、戸籍、印鑑証明、税証明の発行など窓口事務、町税等の収納業務、各種本庁業務の取次など）
  - 日生公民館（大集会室・会議室・和室）
  - 猪名川町立図書館日生図書室（図書1万5千冊・貸出は、毎週日曜日・水曜日・金曜日・土曜日）
- 生駒クリニック

### 3F
- カリヨンホール
- 文化教室
- 井之上眼科
- 前田クリニック耳鼻咽喉科
- ヤマハ音楽教室日生中央センター
- ヤマハ英語教室日生中央センター

### 4F
- 開成教育セミナー